# Будинок-студія Рікардо Бофілла
Будинок-студія Рікардо Бофілла (так звана «The Cement Factory») — вдалий приклад ревіталізації колишньої промислової архітектури і перебудови в культурний та житловий комплекс із новими функціями в місті Барселона.

## Історія створення
Ще 1973 року архітектор Рікардо Бофілл знайшов у Барселоні покинуту цементу фабрику зламу 19-20 століть. Це був виробничий комплекс із більш ніж тридцяти бункерів, підземних галерей, печей та промислових вузлів. Архітекторові прийшлась до душі смілива думка перетворити промисловий комплекс на власну резиденцію та головний офіс архітектурного бюро Taller de Arquitectura. За цим стоїть давня іспанська традиція пристосування під житло чи церкву будь-яке приміщення чи природний об'єкт — від печери і скельних схилів до руїн і відбитих у маврів споруд, а також слабке дотримання стилю.

## Етап перебудов і реконструкції
Архітектура — перш за все мистецтво просторове, а вдалі її зразки ще й ритмічно пов'язані власними елементами з цілим та з використанням пропорціонування. Перебудови тривали два роки. Просторова складова вже була задана попередньою промисловою архітектурою з її велетенськими висотними об'ємами. Був створений проект по вирізанню в бетонних вежах віконних отворів, котрі і задали ритміку фасадів нової споруди. Серед отворів використані як прості аркади (забрані склом без перетинок), так і вікна барокового та венеціансько-готичного зразків в спрощених варіантах. Частка нових фасадів виконана в формі цілісної скляної вітрини, за якою розпланували ділянки газонів і нового саду. В новій споруді сміливо використали і пласкі бетонні дахи, де насипали новий ґрунт і створили верхові сади. Серед використаних рослин в садах — різні трави, кущі, евкаліпти, пальми, оливкові дерева та кипариси, плющі. Розпланування зовнішніх садів — за типом пейзажного парку. Частка колишніх сходинок, оглядових майданів і порожніх отворів бетонних мурів залишена на колишніх місцях, що створює враження модернових скульптур чи чудернацьких, сюрреалістичних за характером споруд.
Всі зайві конструкції були обережно розламані, а майдани — звільнені від сміття. Вісім велетенських бункерів залишені на первісних місцях, де і облаштували житлові зони, креслярні і виробничі приміщення архітектурного бюро, бібліотеки, архіви, умовне приміщення «собору» для проведення тимчасових архітектурних виставок тощо.

## Інтер'єри

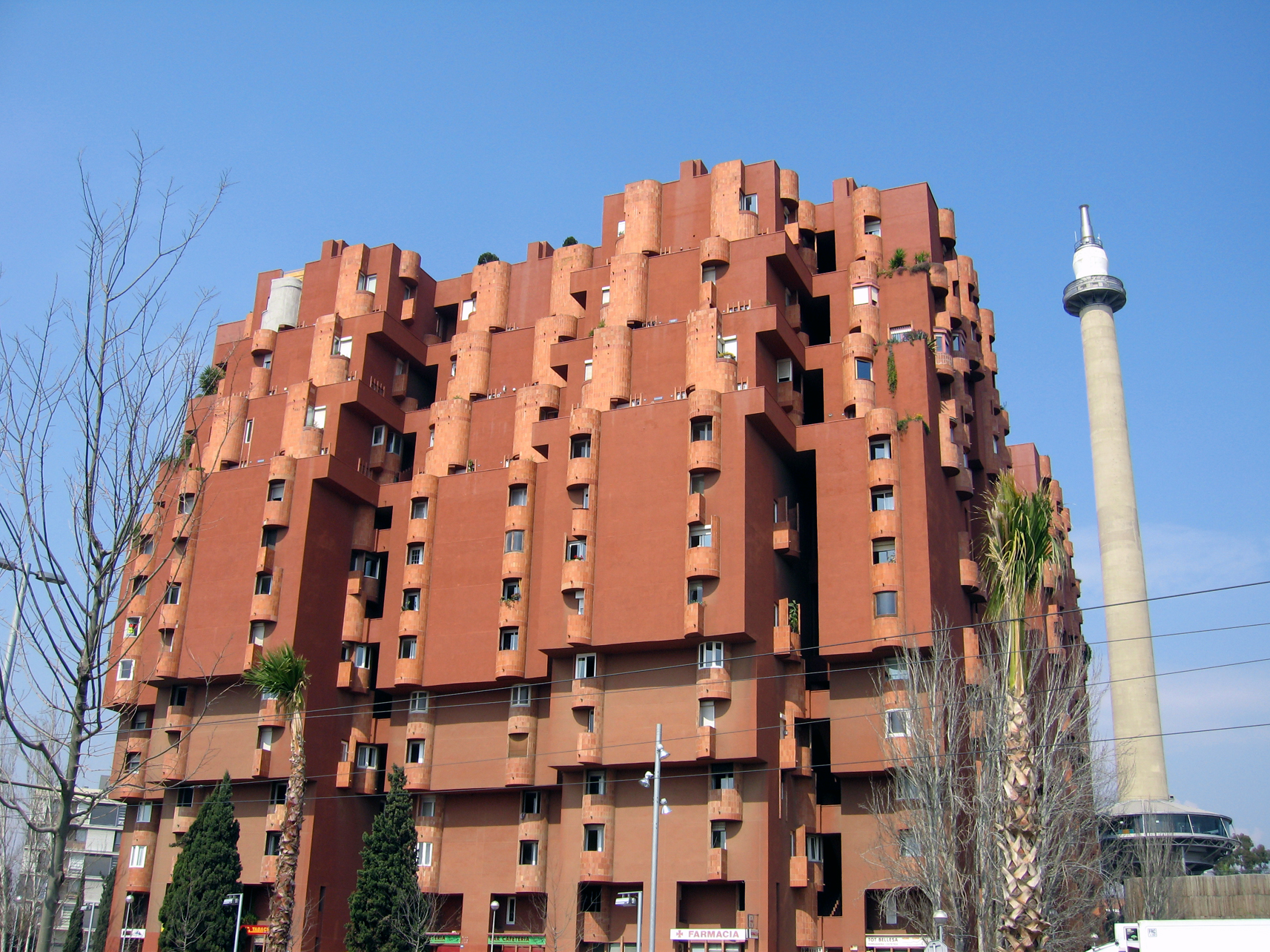
Комплекс «Волден-7», Сан-Жуст-Десверн, Барселона.

Аби подолати гігантоманію в інтер'єрах, видовжені віконні отвори прикриті надзвичайно довгими шторами, а в деяких частинах перебиті новим поверхом, що гуманізувало завеликий простір і наблизило його до реальної людини. Перехід до масштабу людини створюють також меблевими зонами — вітальні, їдальні, диванних зон і зон відпочинку. Однак головний простір першого поверху залишений незахаращеним і відкритим і всередині, і вгору, і через цілісні скляні вітрини — в сад. В інтер'єрах створені нові сходинкові зони, побудова яких йшла від логіки розташування житлових зон. Частка бетонних стін виглажена, вкрита тонким шаром тиньку чи обережно пофарбована, частка — залишена шерехарою і необробленою в недоступних і безпечних для людей місцях (колишні склепіння, верхні частини стін тощо). Нові житлові зони мають власні інженерні комунікації і власне освітлення. Стіни в житлових зонах прикрашені архітектурною графікою з архітектурними проектами в простих рамах, видовженими панелями для кімнатних рослин і поличками для книг і періодичних видань. На підлогах — килими чи сучасне килимове покриття на бетонних, дерев'яних чи кахляних вимостках. Є і концертний куточок із власним роялем.
Навпаки, приміщення архітектурного бюро замкнені і облаштовані так, аби не відволікати працівників від нових завдань.
Колишній промисловий район міста, де виник новий офіс Рікардо Бофілла, набув рис нового житлового району з індивідуалістичною забудовою після перепланування місцевості і побудови поряд житлового комплексу «Волден-7», Сан-Жуст-Десверн, Барселона, автор якого теж — Рікардо Бофілл.